# Ярмолинці (Роменський район)
Ярмоли́нці —  село в Україні, в Сумській області, Роменському районі. Населення становить 436 осіб. Входить до складу Роменської міської громади. До 2020 орган місцевого самоврядування - Коржівська сільська рада.

## Географія
Село Ярмолинці розташоване на березі річки Олава на правобережжі. Вище за течією на відстані 1.5 км розташоване село Кропивинці, за 2 км річка впадає в Сулу.

## Історія
Село постраждало внаслідок геноциду українського народу, проведеного урядом СРСР 1923—1933 та 1946—1947 роках.
12 червня 2020 року, відповідно до розпорядження Кабінету Міністрів України № 723-р «Про визначення адміністративних центрів та затвердження територій територіальних громад Сумської області», село увійшло до складу Роменської міської громади.
19 липня 2020 року, в результаті адміністративно-територіальної реформи та ліквідації Роменського району(1930—2020), увійшло до складу новоутвореного Роменського району.

## Політика

### Парламентські вибори, 2019
На позачергових парламентських виборах 2019 року у селі функціонувала окрема виборча дільниця № 590507, розташована у приміщенні клубу.
Результати
- зареєстровано 194 виборці, явка 54,64%, найбільше голосів віддано за «Слугу народу» — 45,28%, за Всеукраїнське об'єднання «Батьківщина» — 11,32%, за Радикальну партію Олега Ляшка — 10,38%[3]. В одномандатному окрузі найбільше голосів отримав Максим Гузенко (Слуга народу) — 36,79%, за Анатолія Кобзаренка (самовисування) і Віктора Ладуху (Всеукраїнське об'єднання «Батьківщина») — по 10,38%[4].

## Економіка
- Молочно-товарна ферма.

## Соціальна сфера
- Школа І–ІІ ст.

## Пам'ятки
- Курганний могильник (II—I тис. до н. е.);
- Курганний могильник № 2[d] (II—I тис. до н. е.);
- Братська могила радянських воїнів[d];

## Відомі уродженці
- Волинський Владислав Вадимович (1995—2022) — командир відділення Добровольчого батальйону «ОДЧ Карпатська Січ» Збройних Сил України, учасник російсько-української війни[5][6][7].

### Похований
- Недар Сергій Миколайович — український військовик, учасник російсько-української війни[8][9].